# Glenea nigromarginella
Glenea nigromarginella là một loài bọ cánh cứng trong họ Cerambycidae.